# Пшисуха (гміна)
Гміна Пшисуха (пол. Gmina Przysucha) — місько-сільська гміна у центральній Польщі. Належить до Пшисуського повіту Мазовецького воєводства.
Станом на 31 грудня 2011 у гміні проживало 12487 осіб.

## Площа
Згідно з даними за 2007 рік площа гміни становила 181.31 км², у тому числі:
- орні землі: 39.00%
- ліси: 53.00%

Таким чином, площа гміни становить 22.64% площі повіту.

## Населення
Станом на 31 грудня 2011:
| Опис     | Загалом | Загалом | Чоловіки | Чоловіки | Жінки | Жінки |
| -------- | ------- | ------- | -------- | -------- | ----- | ----- |
| одиниця  | осіб    | %       | осіб     | %        | осіб  | %     |
| все      | 12487   | 100     | 6054     | 48.48    | 6433  | 51.52 |
| міське   | 6248    | 100     | 3001     | 48.03    | 3247  | 51.97 |
| сільське | 6239    | 100     | 3053     | 48.93    | 3186  | 51.07 |

## Сільські округи
1. Безнік
2. Дембіни
3. Длуга-Бжезіна
4. Гай
5. Глембока-Дрога
6. Глінец
7. Хуціско
8. Якубув
9. Янікув
10. Янув
11. Колєня-Щербацка
12. Козловец
13. Краюв
14. Кузница
15. Ліпно
16. Помикув
17. Рускі-Бруд
18. Скшіньско
19. Смогожув
20. Вістка
21. Воля-Венцежова
22. Завада
23. Збоженна

## Сусідні гміни
Гміна Пшисуха межує з такими гмінами: Борковіце, Венява, Ґельнюв, Ґоварчув, Конське, Потворув, Пшитик, Русінув, Стомпоркув.